# Crisis cíclicas
El concepto de crisis cíclicas es una interpretación, proveniente de las teorías de Karl Marx, de la sucesión de ciclos económicos en el capitalismo, sistema económico que, en la práctica, se caracteriza por sucesivas etapas de crecimiento o desarrollo económico y de crisis económica.
En promedio, cada ocho años y medio, la "economía del mercado" o capitalismo registra una crisis. La economía capitalista se desenvulve necesariamente en oscilaciones cíclicas que alternan la prosperidad, crisis, recesión y reactivación. Esto ocurre en todos los países en donde esta economía se ha desarrollado, pero no siempre ni necesariamente la crisis y las diferentes fases del ciclo económico ocurren simultáneamente en todos los país ni en todas las ramas de la economía.

## Causas
Según la teoría marxista de la crisis, a medida que crece la competencia entre los capitales, crece también el porcentaje de inversión en Capital Constante (parte de capital inicial destinada a la compra de medios de producción), lo que reduce el porcentaje de inversión en capital variable (parte del capital inicial destinado a la reproducción de la fuerza de trabajo).
De esta manera, aumenta la composición orgánica del capital, aumento de la proporción del capital constante con respecto al Capital Variable, o la fuerza de trabajo, única mercancía productora de valor. Este fenómeno ocasiona la caída tendencial de la tasa de ganancia del capital en su conjunto. La tasa de ganancia es definida como la proporción entre la plusvalía y la suma del capital constante y el capital variable, lo que equivale a la rentabilidad de la inversión total. La caída de la tasa de ganancia ocurre por la superproducción de capital. Ante la baja de la rentabilidad se reducen las inversiones y por esta vía el empleo y el consumo de maquinarias, materias primas y artículos de subsistencia, multiplicándose el efecto depresivo y expandiéndose a otras ramas de la industria.
La baja de la tasa de ganancia se contrarresta mediante la destrucción de capitales, bien sea física, por la guerra, o meramente económica, por la competencia. Las empresas se arruinan, aumenta el desempleo y la precarización del trabajo, desvalorizándose la fuerza de trabajo. La acumulación de capital resurge sólo para los competidores victoriosos (que han absorbido a las empresas quebradas o a su porción del mercado, fortaleciéndose la tendencia a la concentración y centralización del capital). El aumento de la ganancia vuelve a ser más rápido que el incremento de la inversión. La paralización de la economía prepara su reactivación posterior, de la misma forma que el crecimiento prepara la crisis, así se completa el ciclo
En este proceso básico de la recuperación se imponen simultáneamente el aumento de horas de trabajo de los obreros y la rebaja de salarios reales y prestaciones sociales, aprovechando el desempleo; la apropiación del aumento de la eficiencia del trabajo; el saqueo colonial de otros pueblos o de los campesinos, indígenas y artesanos; la guerra, las maniobras políticas, las conquistas y la inversión en países o zonas "atrasadas", donde la tasa de ganancia es más alta; el cobro de intereses a las empresas del Estado o a otros Estados, etc.
Marx consideraba que también se contrarrestaba la tasa de ganancias abaratando el capital mediante el avance tecnológico. La tecnología es muy importante en el proceso de reactivación, pues la innovación permite la reducción del valor del capital y una mayor productividad, pero este método a la larga también termina en descenso de la cantidad proporcional de trabajo agregado y de la parte de capital invertida en salarios, restableciendo al cabo del tiempo la causa de la crisis, al utilizar menos trabajo vivo por peso invertido y volver a incorporar menos valor nuevo y obtener menos plusvalía con relación a los valores viejos, al capital constante o trabajo muerto, de manera que baja la tasa de ganancia y numerosos inventos y descubrimientos no se aplican a la industria por falta de rentabilidad, hasta cuando la crisis y la destrucción de capital, convierten en rentables las innovaciones.
Marx llegó a la conclusión de que el enorme poder inherente al factory system y su dependencia de los mercados, necesariamente lleva a un incremento de la producción que los satura, disminuyendo los precios y produciendo la paralización de la producción; en una repetición de periodos de actividad moderada, prosperidad, superproducción, crisis y estancamiento. La última causa de las crisis, para Marx, siempre es la pobreza y el consumo restringido (subconsumo) de las masas.

La ingente fuerza productiva, en proporción a la población, que se desarrolla dentro del modo capitalista de producción, y el crecimiento, aunque no en la misma proporción, de los valores de capital (no sólo de su sustrato material), que crecen con mucha mayor celeridad que la población, contradice a la base que, en relación con el crecimiento de la riqueza, se torna cada vez más estrecha para la cual opera esta inmensa fuerza productiva, y a las relaciones de valorización de este capital en expansión. De ahí las crisis.
K. Marx El Capital, Libro tercero, Sección III, Cap. XV, Desarrollo de las contradicciones internas de la ley.

Las diferentes teorías sobre las causas, desarrollo, duración y repetición de tales crisis son numerosas, tanto dentro del pensamiento económico marxista como fuera de él (las distintas escuelas del liberalismo económico): ondas largas debatidas por León Trotski y Alexander Parvus, ciclos cortos de cinco a diez años propuestos por Clement Juglar y Joseph Kitchin, ciclos A y B de cuarenta a cincuenta años propuestos por Nikolái Kondrátiev y desarrollados por Ernest Mandel, fases ligadas a la evolución tecnológica según Joseph Alois Schumpeter, etc. Mandel consideró la ley de la tendencia decreciente de la tasa media de ganancia no tanto "una explicación directa de las crisis de sobreproducción" sino "una revelación del mecanismo básico del ciclo industrial como tal".

## Tipos de crisis
Karl Marx no dejó una teoría de las crisis cíclicas completada y plenamente elaborada. Ernest Mandel diferencia tres tipos de crisis cíclicas elaboradas posteriormente a partir de los análisis de Marx:
- La teoría del subconsumo de las masas: Esta teoría ve la causa esencial en la sobreproducción de las empresas dedicadas a los de bienes de consumo para las masas (sector II como denomina Marx). Como Lenin resume: "Marx está aquí simplemente fundamentando esa contradicción del capitalismo […] la contradicción entre la tendencia hacia la expansión ilimitada de la producción y la inevitabilidad del consumo limitado".[9] Como apoyo a la teoría se suele usar a ley de la tendencia decreciente de la tasa de ganancia como prueba. Esta teoría tuvo muchos antecesores (Thomas Malthus, Simonde de Sismondi, los naródniks rusos)[10] pero sus principales defensores marxistas han sido: Friedrich Engels, Conrad Schmidt, Karl Kautsky, Rosa Luxemburgo, Natalie Moszkowska, Fritz Sternberg, Paul Sweezy[11][10] y David Harvey.[12][13]
- La teoría de la sobreacumulación: Esta ve como causa principal de la crisis "la masa insuficiente de plusvalía producida en relación con la cantidad total de capital acumulado". Un defensor de esta teoría fue el marxista húngaro Ferenc Jánossy.[10]
- La teoría de la desproporcionalidad: Esta teoría considera la causa básica del ciclo industrial y la crisis resultante la "anarquía de la producción" capitalista que impide en el mercado las "condiciones de equilibrio" entre los flujos de dinero generados en los sectores productivos (sector I) y de consumo (sector II).[14] Los principales defensores fueron el austromarxista Rudolf Hilferding[15] y el marxista "legal" ruso Mijaíl Tugán-Baranovski. Nikolai Bujarin estuvo fuertemente influenciado por ideas similares.[14]

Para Mandel ninguna de estas teorías son verdaderas por sí solas, sino más bien son interdependientes. Lenin afirmó:

El "poder de consumo de la sociedad" y la "relación proporcional de las diversas ramas de la producción" no son condiciones aisladas, independientes y desconectadas entre sí. Por el contrario, un cierto grado de consumo es uno de los elementos de proporcionalidad.
Michael Heinrich cuestiona la identificación de las teorías de la crisis de Marx con la ley de la tendencia decreciente de la tasa de ganancia. En cambio, Heinrich sugiere que deberíamos seguir la dirección de los comentarios de Marx sobre el papel de la crisis en la mediación de las rupturas de las relaciones entre producción y consumo, y ampliar estos argumentos prestando una atención más cuidadosa a una teoría del dinero y el crédito. Además, Heinrich se muestra escéptico ante la sugerencia de que para Marx la crisis engendra necesariamente el colapso, argumentando que la teoría del colapso "históricamente siempre ha tenido una función excusatoria: independientemente de cuán malas fueran las derrotas contemporáneas, el fin del oponente era una certeza". Heinrich sostiene que tal teoría no se encuentra en Marx más allá de un posible rastro de una en los Grundrisse, una teoría que no se retoma en la obra posterior de Marx.

## Duración de los ciclos
El ciclo aproximadamente de 8 a 22 se conoce como ciclo de Juglar, por el médico francés Clement Juglar que lo propuso. Posteriormente se ha comprobado que estos ciclos "medios" son fracciones de ciclos más largos, de 40 a 50 años, también conocidos como "ondas largas", que tienen una fase de expansión en que los auges son más fuertes y prolongados y una de descenso con crisis fuertes y depresiones prolongadas. Estos ciclos largos se denominan ciclos de Kondrátiev, en memoria del economista ruso que los estudió.
Además pueden detectarse oscilaciones de cuarenta meses o ciclos cortos, a las que se denomian ciclo de Kitchin, por su descubridor. Joseph Schumpeter fue el expositor del modelo tricíclico y vio el motor de las oscilaciones económicas, en la innovación.
Algunas ramas de la economía registran oscilaciones por fuera de este modelo. En el caso de la industria de la construcción con ciclos de 15 a 20 años o el caso de la agricultura con ciclos de 9 a 11 años.

## ¿Crisis o ciclos?Teorías marxistas alternativas de las crisis
En 1929, la Academia Comunista de Moscú publicó "El ciclo capitalista: un ensayo sobre la teoría marxista del ciclo", un informe de 1927 del teórico bolchevique Pavel Maksakovsky al seminario sobre la teoría de la reproducción en el Instituto de Profesores Rojos de la Academia Comunista. Este trabajo explica la conexión entre crisis y ciclos económicos regulares basados en el desequilibrio dinámico cíclico de los esquemas de reproducción en el volumen 2 de El capital.. Este trabajo rechaza las diversas teorías elaboradas por académicos "marxistas". En particular, explica que el colapso de las ganancias después de un auge y una crisis no es el resultado de ninguna tendencia a largo plazo sino más bien un fenómeno cíclico. La recuperación después de una depresión se basa en la sustitución de técnicas que requieren mucha mano de obra y que se han vuelto antieconómicas debido a los bajos precios y márgenes de beneficio que siguieron a la crisis. Esta nueva inversión en tecnología menos intensiva en mano de obra quita participación de mercado a los competidores al producir a menor costo y al mismo tiempo reducir la tasa promedio de ganancia y, por lo tanto, explica el mecanismo real tanto para el crecimiento económico con tecnología mejorada como para una tendencia a largo plazo de la tasa de ganancia a caer.
Hay una larga historia de interpretación de la teoría de las crisis, más como una teoría de los ciclos que de las crisis. Un ejemplo de 2013 de Peter D. Thomas y Geert Reuten, "La crisis y la tasa de beneficio en el laboratorio de Marx" sugiere de manera controvertida que incluso se puede afirmar que incluso el propio análisis crítico de Marx ha pasado de lo primero a lo segundo.

## Similitudes (y diferencias) en la obra de Mill & Marx
Hay varios elementos en la presentación de Karl Marx que atestiguan su familiaridad con las formulaciones de John Stuart Mill, en particular el tratamiento que hace Mill de lo que Marx posteriormente llamaría tendencias contrarrestantes: destrucción del capital a través de revulsiones comerciales §5, mejoras en la producción §6, importación de artículos de primera necesidad e instrumentos baratos §7, y emigración de capitales §8.
«En el sistema de Marx, como en el de Mill, la caída de la tasa de ganancia es una tendencia de largo plazo precisamente debido a las influencias contrarias que frustran y anulan los efectos de esta ley general, dejándole simplemente el carácter de una tendencia". Estas fuerzas contrarias son las siguientes:
1. Un aumento en la intensidad de la explotación (mediante la intensificación del trabajo o la extensión de la jornada laboral);
2. Depresión de los salarios por debajo de su valor...;
3. Abaratamiento de los elementos del capital constante (a través de una mayor productividad);
4. Sobreproducción relativa (que mantiene a muchos trabajadores empleados en industrias relativamente atrasadas, como las de artículos de lujo, donde la composición orgánica del capital es baja);
5. Comercio exterior (que ofrece productos más baratos y canales de inversión más rentables);
6. El aumento del "capital social" (capital que devenga intereses, cuya baja tasa de rendimiento no se promedia con la de otros).

Nuevamente, al igual que Mill, Marx indica el despilfarro de capital posterior a la crisis que restablece la rentabilidad, pero esto no se menciona específicamente como una contratendencia hasta que se demuestre la naturaleza cíclica del sistema. Por otra parte, Mill no se refiere a la depresión de los salarios por debajo de su valor, a la sobrepoblación relativa o al aumento del "capital social". Pero en las contratendencias más importantes, es decir, los efectos del aumento de la productividad interna al abaratar las mercancías y del comercio exterior al proporcionar bienes más baratos y mayores ganancias, Marx y Mill están de acuerdo».